# 江山樓
江山樓（英文：KANG SAN LAU、臺羅：Kang-san-lâu），建於1917年，是日治時期臺北市大稻埕著名的飯店，舊時此類包含酒肆與藝旦的飯店亦稱「藝旦間」。大稻埕經常有政要、商賈、文人、名流往來匯聚，使得名聲響亮的江山樓更顯氣派，也標誌了臺灣早期上流社會活動的浮華時代。「江山樓」、「東薈芳」、「春風樓」、「蓬萊閣」並稱為四大酒樓，江山樓居首，有「江東春蓬」之稱。

## 歷史
1860年，淡水開港，吸引洋行設址通商，當時以艋舺與大稻埕為實際裝卸口岸。艋舺因日久淤沙，行船改停泊至大稻埕，自此一躍成為北臺灣貿易要衝。酒家、食肆應運而生
「東薈芳」於1884年（光緒10年）創立是大稻埕最早設立的大型酒家，內有藝旦彈唱招待，並有樂師伴奏，蔚為風潮。東薈芳的大股東吳江山因與其他股東不合退股，一怒之下開設了江山樓與東薈芳「拚對場」，於1917年（大正6年）獨資設立江山樓，專營臺菜。
江山樓位於日新町二丁目一八六番（今臺北市大同區重慶北路、保安街、歸綏街與甘州街所圍成的區塊），為四層樓紅磚建築，設置有女侍服務與飲酒空間，以「台灣第一之支那料理」做廣告，吸引政商名流、文人雅士流連。當時一句俗諺「登江山樓，吃臺灣菜，聽藝旦唱曲」，極言江山樓之美盛。直至臺灣戰後時期才歇業。

## 特色
日治時期無論民房或商行大多為平房或兩至三層樓的建築，吳江山的江山樓卻高達四層，有地標性的立面與廣闊的面積，媲美當時之臺灣總督府（今總統府）與兒玉後藤紀念館（今國立臺灣博物館）。

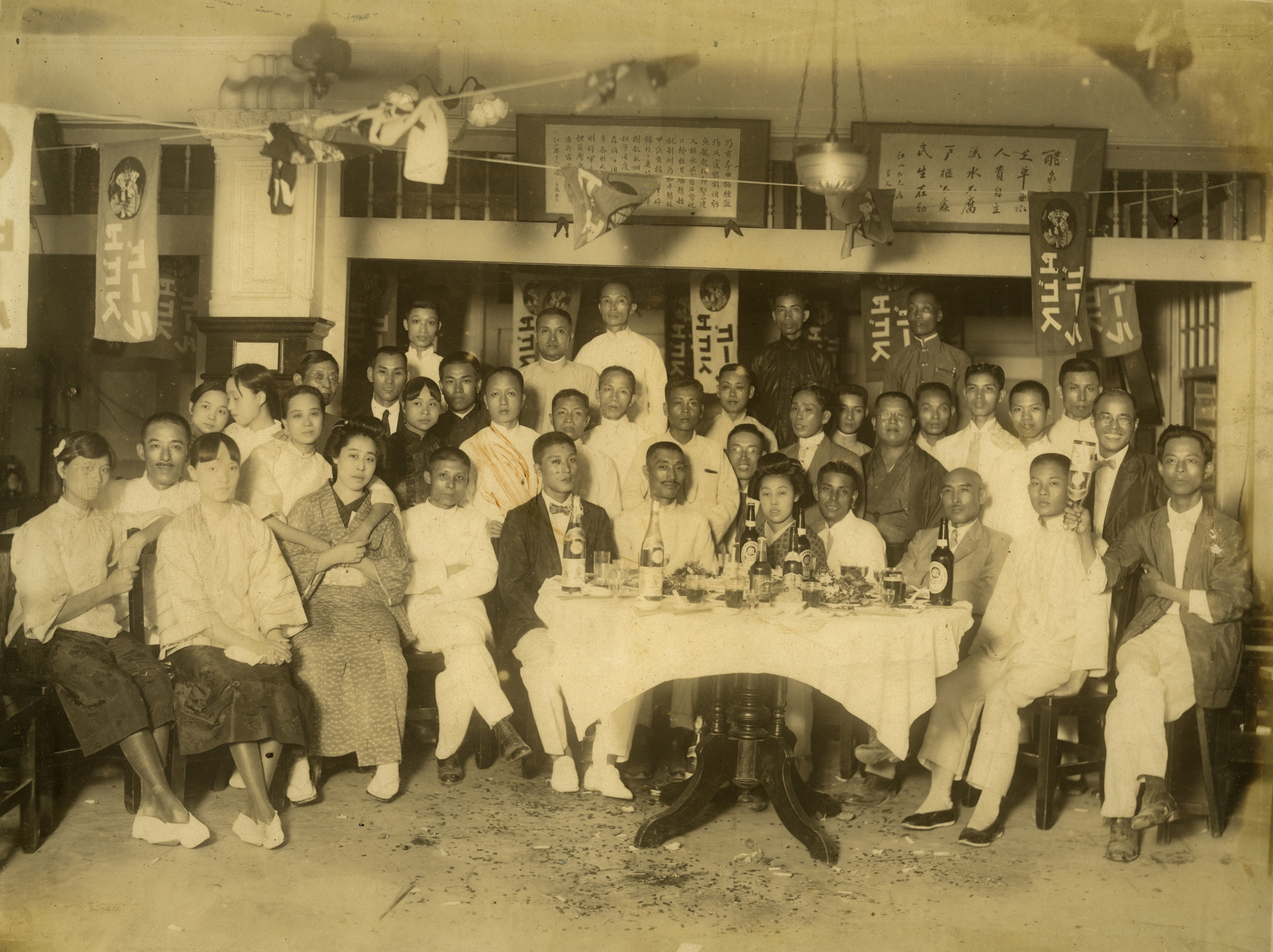
江山樓宴席
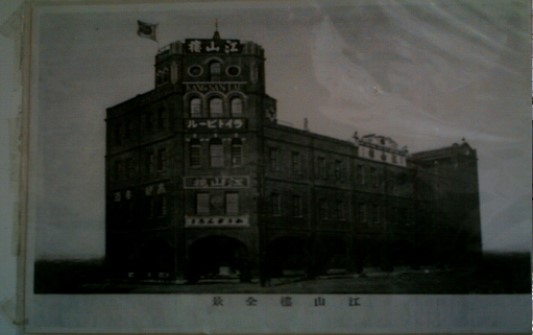
江山樓舊照
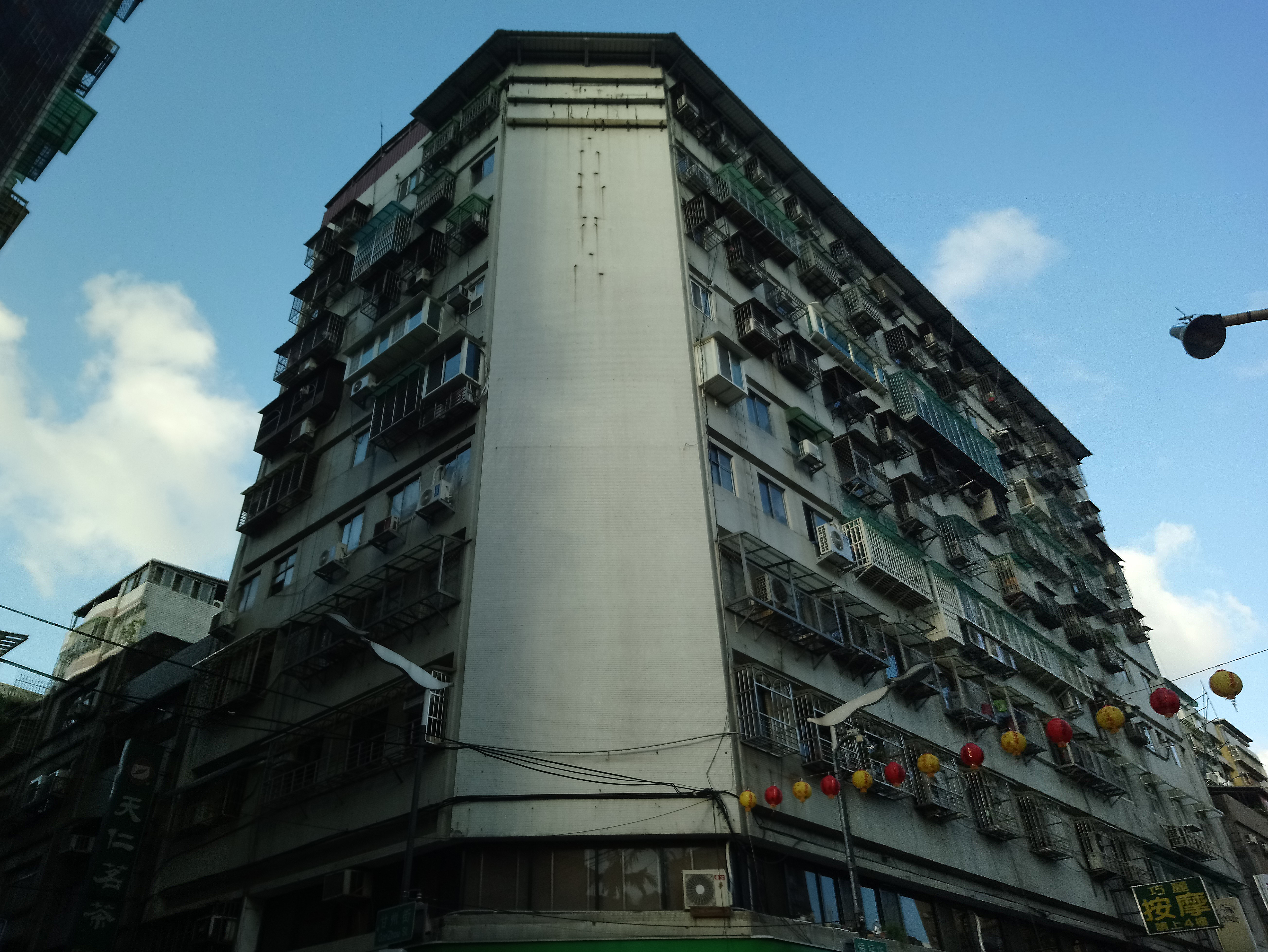
江山樓舊址

## 現況
江山樓在設立32年後走入歷史，建築於1976年拆除，原址改建為住宅大樓。

## 外部連結
- 後藤新平詠臺北江山樓